# Михайлов, Николай Филиппович
Николай Филиппович Михайлов (1897 — 1972) — советский военачальник, генерал-майор танковых войск (1941), участник Первой мировой, Гражданской и Великой Отечественной войн. В 1942 году попал в немецкий плен, после войны вернулся в СССР. В отставке с 1947 года.

## Биография
Николай Михайлов родился 22 мая 1897 года в деревне Тростино Тверской губернии в крестьянской семье. После окончания четырёхклассной сельской школы в течение пяти лет работал слесарем на заводе.
В мае 1916 года Михайлов был призван на службу в царскую армию, дослужился до звания унтер-офицера. Принимал участие в боевых действиях на фронтах Первой мировой войны.
13 августа 1918 г. добровольно вступил в Рабоче-крестьянскую Красную Армию. С сентября 1918 г. — командир взвода Тверского кавалерийского полка особого назначения, затем помощник командира эскадрона 1-го Петроградского кавалерийского полка, воевал на Северном фронте при обороне Петрограда, участвовал в боях с войсками генерала Н. Н. Юденича. С сентября 1920 г. на Восточном фронте в должности командира отдельного кавалерийского дивизиона 29-й стрелковой дивизии 5-й армии участвовал в боях против войск адмирала А. В. Колчака от Вятки до Томска, а также против вооруженных формирований войск барона Р. Ф. Унгерна-Штернберга в районе г. Барабинск.
С марта 1922 г. помощник командира 29-го кавалерийского полка, а позже помощник начальника дивизионной школы, помощник командира кавалерийской бригады 5-й Кубанской кавалерийской дивизии. В марте 1924 г. переведён в 7-ю Туркестанскую кавалерийскую бригаду САВО. За время службы в бригаде занимал должности начальника административно-хозяйственного отделения штаба бригады, с апреля 1927 г. — помощник командира 79-го кавалерийского полка по хозяйственной части, с января 1928 г. — вновь начальника административно-хозяйственного отделения штаба бригады, с октября 1929 г. — командира эскадрона 81-го кавалерийского полка, с августа 1931 г. — секретаря партбюро полка.
С октября 1930 г. по май 1931 г. откомандирован на кавалерийские КУКС РККА в г. Новочеркасск, после окончания обучения вновь командовал эскадроном в 81-м кавалерийском полку. С ноября 1932 г. — исполнял должность командира отдельного кавалерийского эскадрона 14-й стрелковой дивизии, а с января 1934 г. — пом. командира 45-го кавалерийского полка 11-й кавалерийской дивизии. С февраля 1935 г. — начальник 4-го, затем 5-го отделений продовольственного отдела, а с июля 1936 г. — старший инспектор отдела обозно-вещевого снабжения штаба Приволжского ВО. С мая 1937 г. командовал 6-м запасным кавалерийским полком, с сентября исполнял должность пом. начальника отдела обозно-вещевого снабжения штаба округа. С мая 1938 г. — командир 141-го кавалерийского полка 12-й кавалерийской дивизии СКВО. С мая 1939 г. после окончании кавалерийских КУКС РККА командовал 76-м кавалерийским полком.
С марта 1941 г. назначен заместителем командира 47-й танковой дивизии в составе 18-го механизированного корпуса (Одесский ВО). С началом Великой Отечественной войны корпус в составе 9-й, затем 18-й армий Южного фронта участвовал в приграничном сражении, Уманской оборонительной операции. Во второй половине июля 1941 г. в составе 18-й армии, ведя упорные бои юго-восточнее г. Винница, обеспечил отход войск 6-й, 12-й и 18-й армий. В августе остатки дивизии вели тяжелые оборонительные бои южнее г. Никополь. С 11 августа полковник Н. Ф. Михайлов исполнял должность командира 47-й танковой дивизии. В сентябре 1941 г. дивизия в составе Юго-Западного фронта была переформирована в 142-ю танковую бригаду, полковник Н. Ф. Михайлов утверждён её командиром. С октября бригада в составе 37-й армии Южного фронта участвовала в Ростовских оборонительной и наступательной операциях, в освобождении г. Ростов-на-Дону. 24 января 1942 г. бригада была преобразована в 5-ю гв. танковую бригаду, входившей в состав 6-й армии Юго-Западного фронта.
9 ноября 1941 года Михайлову было присвоено звание генерал-майора танковых войск. Во время Харьковского сражения бригада совместно с другими соединениями Юго-Западного фронта 20 мая 1942 года попала в окружение в районе города Изюм. В течение недели бригада вела бои в окружении, но 27 мая Михайлов был ранен в бою в правое плечо, после чего попал в плен.
Содержался в ряде лагерей для военнопленных. 18 декабря 1942 года был арестован гестапо по подозрению в участии в подпольной организации военнопленных. Отправлен в Нюрнбергскую тюрьму гестапо, где подвергался допросам и избиениям. Оттуда переведён в концлагерь Флоссенбург. В конце апреля 1945 года был освобождён американскими войсками, после чего направлен на сборно-пересыльный пункт репатриированных 1-го Украинского фронта в Дрездене.
После войны до декабря 1945 г. находился на специальной проверке в органах НКВД, после чего был восстановлен на службе и направлен в распоряжение командующего БТиМВ Красной армии. В марте 1946 г. зачислен слушателем курсов усовершенствования командиров дивизий при Военной академии им. М. В. Фрунзе, после окончания которых состоял в распоряжении ГУК НКО СССР.
Из-за подорванного в лагерях здоровья генерал Михайлов службу продолжить не смог и 28 февраля 1947 года он был уволен в отставку.
В 1955 г. возглавил комитет «За возвращение на родину», который агитировал бывших остарбайтеров, оставшихся на западе, вернуться в СССР. Кампания продолжалась до 1960 г.
Проживал в Москве, где и умер 29 июня 1972 года. Похоронен на Химкинском кладбище города Москвы.

## Награды
- Орден Ленина
- Два ордена Красного Знамени (1946)
- Ряд медалей СССР[1]